# Bonneuil (Charente)
Bonneuil – miejscowość i gmina we Francji, w regionie Nowa Akwitania, w departamencie Charente.
Według danych na rok 1990 gminę zamieszkiwało 245 osób, a gęstość zaludnienia wynosiła 18 osób/km² (wśród 1467 gmin regionu Poitou-Charentes Bonneuil plasuje się na 759. miejscu pod względem liczby ludności, natomiast pod względem powierzchni na miejscu 647).